# 케빈 아사노
케빈 요시미 아사노(영어: Kevin Yoshimi Asano, 일본어: 浅野 義実, 1963년 4월 20일~)는 미국의 유도 선수, 지도자이다. 1988년 하계 올림픽에서 엑스트라라이트급 은메달을 획득했으며, 세계 선수권 대회에서 동메달 1개를 획득했다.